# Porphyrinia pseudoviridis
Porphyrinia pseudoviridis är en fjärilsart som beskrevs av Brandt 1939. Porphyrinia pseudoviridis ingår i släktet Porphyrinia och familjen nattflyn. Inga underarter finns listade i Catalogue of Life.